# Kienberg (Gärten der Welt) (metrostation)
Kienberg (Gärten der Welt) is een station van de metro van Berlijn, gelegen in een uitgraving parallel aan de Hellersdorfer Straße in het stadsdeel Hellersdorf. Station Neue Grottkauer Straße werd geopend op 1 juli 1989 in het kader van de verlenging van de Oost-Berlijnse metrolijn E (de huidige U5) naar de grootschalige nieuwbouwwijken (Plattenbau) in Hellersdorf.
Aanvankelijk droeg het metrostation de naam Heinz-Hoffmann-Straße, naar de oud-verzetsstrijder en DDR-minister van defensie Heinz Hoffmann. Na de Duitse hereniging werden alle naar communistische politici genoemde straten, stations en dergelijke hernoemd. De Heinz-Hoffmann-Straße zou onderdeel worden van de Grottkauer Straße, waarvan de straat het westelijke verlengde vormt. In oktober 1991 kreeg het metrostation alvast de nieuwe naam Grottkauer Straße, maar over de hernoeming van de Heinz-Hoffmann-Straße besliste men uiteindelijk anders, omdat voor opname in de Grottkauer Straße een omslachtige omnummering van de huizen nodig zou zijn. In 1992 hernoemde men de straat daarom tot Neue Grottkauer Straße; de naam van het metrostation werd hier pas in september 1996 aan aangepast. Vanwege de Internationale Gartenausstellung 2017 bij Gärten der Welt is in 2017 het station weer hernoemd.
Het overdekte eilandperron van station Neue Grottkauer Straße is bereikbaar vanaf de gelijknamige straat, die de sporen ten noorden van het station op een viaduct kruist, en een voetgangersbrug aan de zuidzijde van het metrostation. Zoals alle stations aan de in de jaren 1988-89 geopende verlenging van de U5 kreeg Neue Grottkauer Straße een zuiver functioneel standaardontwerp zonder overbodige decoratie van het Entwurfs- und Vermessungsbetrieb der Deutschen Reichsbahn ("Ontwerp- en Kadasterdienst van de DR"). De toegangen zijn ondergebracht in betonnen paviljoens; ten behoeve van mindervaliden zijn er, zoals gebruikelijk in stations uit de DDR-periode, hellingbanen aanwezig.